# Ungarisches Flugzeugführer-Abzeichen
Das Ungarische Flugzeugführer-Abzeichen war eine Tätigkeitsauszeichnung der 1938 neu gegründeten Luftstreitkräfte des Königreiches Ungarn unter dem  Reichsverweser und Staatsoberhaupt Miklós Horthy. Allerdings wurde dieses Tätigkeitsabzeichen bereits 1931 eingeführt und dann bis 1945 getragen. Die Verleihung erfolgte nach bestandener Flugzeugführerausbildung und konnten, unabhängig vom Dienstgrad, an alle Flugzeugführer verliehen werden.

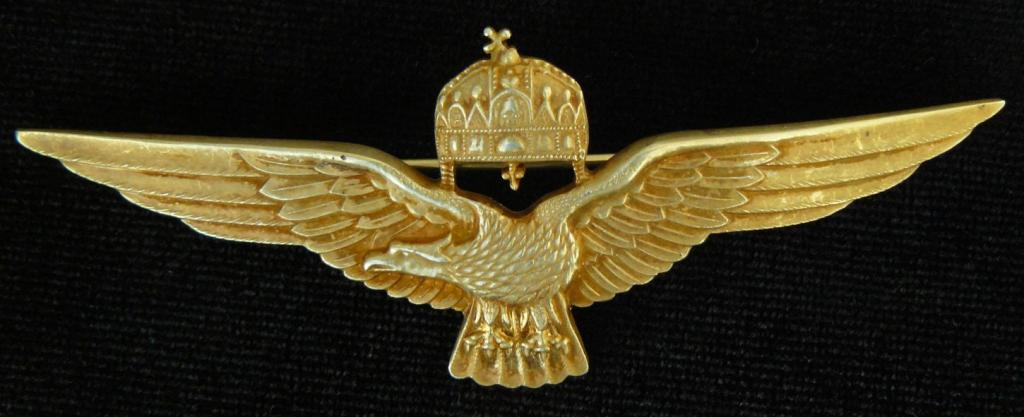
Ungarisches Flugzeugführer-Abzeichen

## Aussehen und Trageweise
Das Abzeichen zeigt auf schwarzen Tuchgrund unterhalb der golden gestickten Stephanskrone einen ebenfalls goldgestickten Adler mit ausgebreiteten Schwingen, dessen Höhe 40 mm und Breite 100 mm beträgt. Der Adlerkopf ist dabei mit roten Fäden verziert. Getragen wurde es oberhalb der rechten Brusttasche. Gleiches Abzeichen gab es ab 1931 auch für den Dienstmantel, allerdings nur 75 mm lang und 35 mm hoch und wurde auf dem linken Unterärmel des Mantels aufgenäht. Eine weitere nahezu identische Ausführung des Ungarischen Flugzeugführer Abzeichens wurde 1942 für die Fliegerkombi eingeführt. Es war für Offiziere golden und für Unteroffiziere silber gestickt. Die Einführung des Abzeichens zur Felduniform geschah 1941, allerdings nicht offiziell und war mattgold gestickt.